# Sikandrabad
Sikandrabad is een stad en gemeente in het district Bulandshahr van de Indiase staat Uttar Pradesh. 

## Demografie
Volgens de Indiase volkstelling van 2001 wonen er 69.902 mensen in Sikandrabad, waarvan 52% mannelijk en 48% vrouwelijk is. De plaats heeft een alfabetiseringsgraad van 50%. 